# كنيسة الصليب المقدس
كنيسة الصليب المقدس (الأرمنية: Սուրբ Խաչ)(الإنجليزية:Holy Cross Church) هي كنيسة كاثوليكية أرمنية تقع في حي العروبة المتاخمة لحي العزيزية بمدينة حلب في سورية. تم إنشاء الكنيسة في 24 نيسان / أبريل 1993 على يد المعماري الحلبي من أصول أرمنية سركيس بالمنوجيان.

## معرض صور

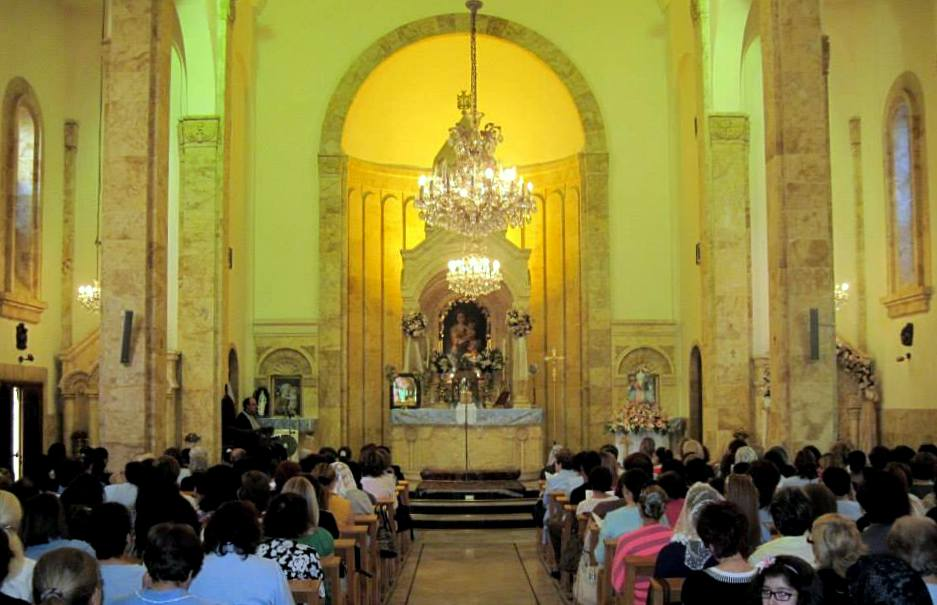
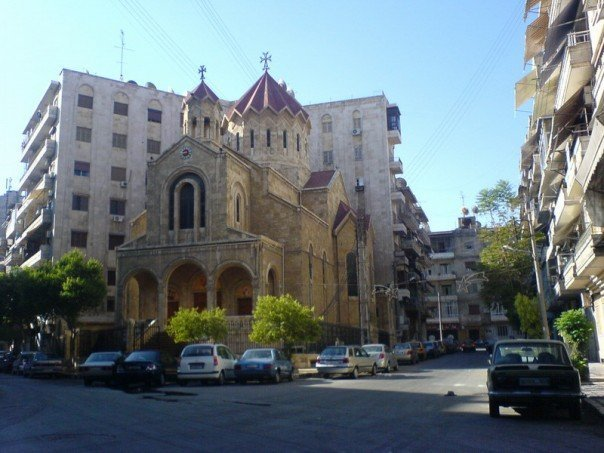
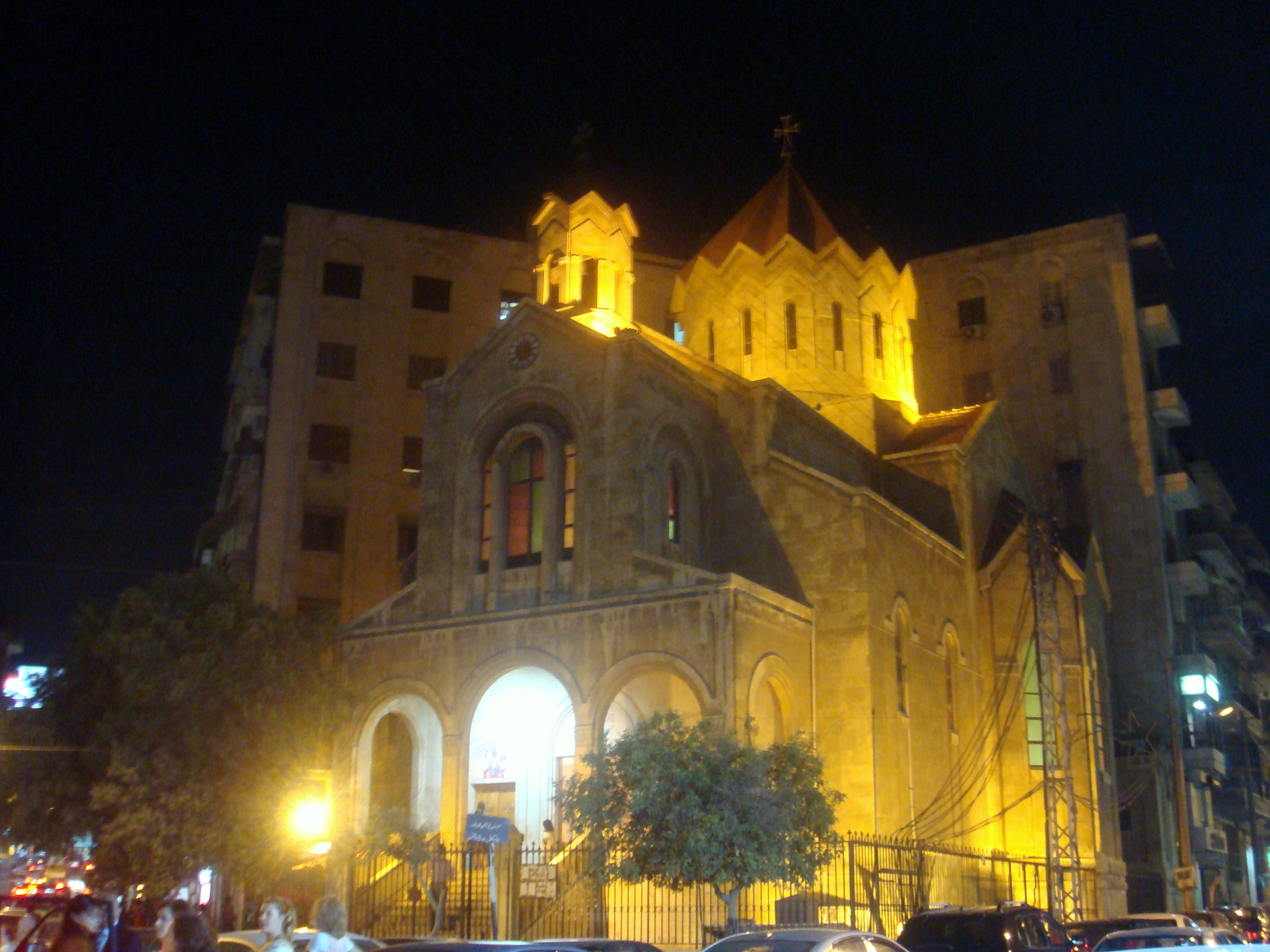

## اقرأ أيضا
- أرمن سوريا
- كنيسة الأرمن الكاثوليك